# Жовтонога гвінейниця
Жовтонога гвінейниця (Kempiella) — рід горобцеподібних птахів родини тоутоваєвих (Petroicidae). Представники цього роду мешкають в Австралії, Новій Гвінеї та на сусідніх островах.

## Систематика
Рід був введений австралійським орнітологом Грегорі Метьюсом 1913 року. Пізніше види, що входили до роду, були віднесені до роду Гвінейниця (Microeca). Однак після публікації 2011 року результатів молекулярно-філогенетичного дослідження рід був відновлений.

## Види
Рід включає два види:
- Гвінейниця жовтонога (Kempiella griseoceps)
- Гвінейниця оливкова (Kempiella flavovirescens)